# ردبرد، دالاس، تگزاس
ردبرد، دالاس، تگزاس(به انگلیسی: Redbird, Dallas, Texas) شهری در ایالت تگزاس از ایالات جنوبی ایالات متحده آمریکا است.